# Ehrenstråhle
För reklambyrån, se Ehrenstråhle (reklambyrå).
Ehrenstråhle är en svensk adelsätt som tidigare hette Nehrman.
Ättens äldste stamfader är David Nehrman (död 1638) som kom från Lübeck och från 1612 verkade i Malmö som handlande och kämnär. Hans sonson var Hans Nehrman, även han handelsman i Malmö, samt gift med prostdottern Ingeborg Faxe. Deras son David Nehrman var professor vid Lunds universitet och gift med Maria Linnerhielm vars mor var en Adlerberg och ättling till ärkebiskop Olaus Swebilius och Bureättlingen Olaus Petri Njurenius. David Nehrman adlades med namnet Ehrenstråhle år 1746 och introducerades på nummer 1961. Han fick sitt sköldebrev först 1756.
David Ehrenstråhle och Maria Linnerhielm fick tre söner, men äldste sonen, Lunds universitets kanslärssekreterare Jonas, och yngste sonen, extra fiskalen vid Göta hovrätt Fredrik, avled barnlösa. Ätten fortlevde med Hans Ehrenstråhle. Han liksom de flesta av hans ättlingar in mot 1800-talet var verksamma inom militären, Hans såsom överste. Hans dotter var poeten Helena Maria Ehrenstråhle.
En ättling har gett namn åt reklambyrån Ehrenstråhle.